# Maison de refuge pour l'enfance israélite
La Maison de refuge pour l'enfance israélite (le Refuge israélite de Neuilly) est un foyer créé en juillet 1866 par Coralie Cahen, d'abord à Romainville puis à Neuilly. Durant la Seconde Guerre mondiale, il est replié au château de Chaumont (La Serre-Bussière-Vieille (Creuse). Il ferme ses portes en 1985.

## Histoire

### XIXesiècle

#### Romainville
La maison de refuge pour l'enfance israélite est créée en juillet 1866 par Coralie Cahen et accueille aussi des prostituées et leurs enfants. Le refuge est situé à Romainville puis est transféré à Neuilly.

#### Neuilly-sur-Seine
À Neuilly-sur-Seine, le refuge est établi boulevard Eugène (aujourd'hui, boulevard Victor-Hugo) puis déplacé en 1883 au 19, boulevard de la Saussaye (Alfred-Philibert Aldrophe architecte), où il existe jusque dans les années 1980.
Le rabbin de Neuilly-sur-Seine, Simon Debré, enseigne au refuge de Neuilly.

### Seconde Guerre mondiale

#### Crocq
Le refuge de Neuilly est relocalisé en août 1939 à Crocq (Creuse).

#### Château de Chaumont
Toujours en 1939, le refuge est transféré au château de Chaumont (La Serre-Bussière-Vieille), loué à l'Œuvre de secours aux enfants (OSE).
L'éducatrice et résistante juive Lotte Schwarz, dirige le refuge de novembre 1939 à juin 1942.
Louis Aron et son épouse sont les directeurs jusqu'à la Libération.
De 1940 à 1942, Popeck, âgé de quatre ans, trouve refuge au château.
À l'entrée de la rue de Chaumont, une stèle commémorative rappelle que des familles et des enfants juifs y ont été « accueillis et cachés » de 1940 à 1945.

### Après la Seconde Guerre mondiale
Le refuge, de retour à Neuilly, abrite de nombreux jeunes juifs isolés, sans famille, après la Seconde Guerre mondiale puis après l'indépendance de l'Algérie.

## Direction
Suivant Lotte Schwarz, Louis Aron dirige la maison israélite pour l'enfance, avec l'aide de son épouse Yvonne de 1939 à 1946. Il dirige le refuge à Neuilly-sur-Seine en 1939, puis à Crocq de 1939 à 1942, et ensuite à Chaumont. Avec l'aide de Joseph Millner, la comptabilité des enfants est maquillée, en dépit des ordres reçus de l'UGIF,.
Une centaine de jeunes filles de 5 à 20 ans sont protégées. Aucune n'est arrêtée durant la guerre.
Elisabeth Hirsch en 1949 accepte de diriger jusqu'à sa retraite le refuge de Neuilly, remis en état par les Éclaireuses et éclaireurs israélites de France.